# سداسي وجوه

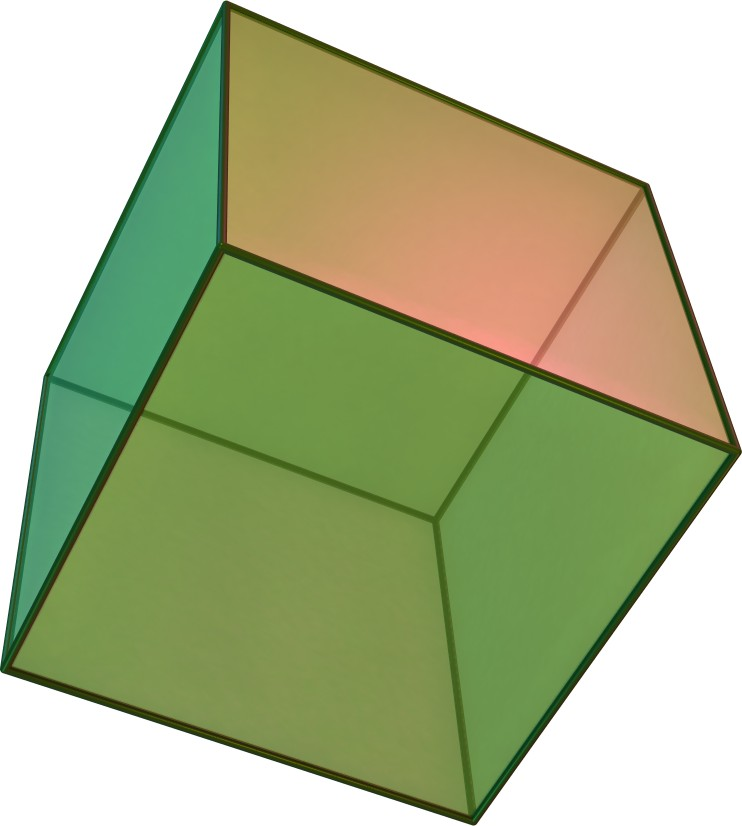

في الفضاء ثلاثي الأبعاد، سداسي الوجوه (بالإنجليزية: Hexahedron)‏ هو متعدد أوجه عدد أوجهه ستة. المكعب، على سبيل المثال، هو سداسي أوجه منتظم أوجهه مربعات.